# Papa Joan VII
Joan VII (?, ? - Roma, 18 d'octubre del 707) va ser Papa des del 705 fins al 707.
Nascut en una família distingida de tradició grega en una data desconeguda, va ser fill de Plató i Blatta. El seu pare havia dut a terme obres diverses de restauració del palau imperial al mont Palatí, a Roma. Abans de la seva elecció com a papa, era administrador del patrimoni papal a la via Àpia. El 687, mentre exercia aquest càrrec, va erigir un monument commemoratiu als seus pares.
Va ser elegit l'1 de març del 705. Malgrat ser un home eloqüent i amb coneixements, la seva capacitat polític va ser limitada. No va aprovar cap dels decrets del Concili de Trullo (692), presentats per l'emperador Justinià II, que incloïen la desaprovació de costums com el celibat del clergat i les normes de dejuni. L'únic que va fer en rebre els decrets va ser retornar-los tal com havien arribat, considerant que no hi havia res a condemnar en ells. Altrament, va recuperar el patrimoni papal als Alps Cotians de mà d'Aripert II, que els llombards havien confiscat.
Va destacar per la seva devoció a la Verge Maria i per l'impuls de la restauració de les esglésies romanes. Entre elles destaca Santa Maria Antiga, que va decorar amb frescs i un nou ambó, i on el 1900 es van descobrir mosaics representant figures, una amb una aureola quadrada que es creu que representa al papa. També va fer erigir una capella dedicada a la verge a la basílica de Sant Pere.
També se li atribueix haver prevalgut sobre el clergat anglosaxó present a Roma perquè renunciés al seu estil de vestit secular i escriure a Anglaterra per demanar que seguissin el seu exemple.
Va morir a Roma el 18 d'octubre del 707, al palau que va fer construir al Palatí. Va ser enterrat a l'oratori que va fer construir a la basílica de Sant Pere del Vaticà.